# Greg Dalby
Greg Dalby (Newport Beach, Kalifornia, 1985. november 3. –) amerikai labdarúgó és labdarúgóedző, 2025-től az Air Force Falcons férfi labdarúgócsapatának vezetőedzője.

## Fiatalkora
Tinédzserként nyolc szezont töltött különböző San Diegó-i kluboknál. A Poway középiskolába járt, ahol végzősként elnyerte a középiskolás sportolóknak adható legjelentősebb elismerést, a Gatorade-díjat. Az U18-as csapatban játszott, majd két szezonra a Notre Dame Fighting Irish tagja és csapatkapitánya lett. 2005-ben és 2006-ban megkapta az All-America elismerést.

## Pályafutása

### Felnőtt csapatokban
A 2007-es MLS-superdraftben a Colorado Rapids kiválasztotta, de inkább Európába ment. Több brit és olasz klub is érdeklődött utána, de vízumproblémák miatt végül augusztus 5-én az R. Charleroi SC-vel szerződött. Egy mérkőzésen sem játszott és a szezon végén kirúgták, így visszatért az USA-ba. 2010. március 19-én a Rapids elbocsátotta és a Charlotte Eaglesszel szerződött.

### Válogatott csapatokban
Az U20-as válogatott 2005-ben játszott a világbajnokságon; Dalby ebben az évben csapatkapitány lett.

## Fordítás
- Ez a szócikk részben vagy egészben  a   Greg Dalby című angol Wikipédia-szócikk ezen változatának fordításán alapul.  Az eredeti cikk szerkesztőit annak laptörténete sorolja fel. Ez a jelzés csupán a megfogalmazás eredetét és a szerzői jogokat jelzi, nem szolgál a cikkben szereplő információk forrásmegjelöléseként.